# Disparitions (roman)
Pour les articles homonymes, voir Disparition (homonymie).
Disparitions (titre original : Yawarakana hoho) est un roman de Natsuo Kirino. Il a été publié au Japon en 1999 et a été couronné par le prix Naoki la même année. Il est publié en France en 2003 aux éditions du Rocher, traduit par Silvain Chupin.